# Csuklyás bukó
A csuklyás bukó (Mergus squamatus) a madarak osztályának a lúdalakúak (Anseriformes) rendjébe, ezen belül a récefélék (Anatidae) családjába tartozó faj.

## Rendszerezése
A fajt John Gould angol ornitológus írta le 1864-ben.

## Előfordulása
Ázsia délkeleti részén, Dél-Korea, Észak-Korea, Kína, Japán, Mianmar, Oroszország, Tajvan, Thaiföld és Vietnám területén honos. A természetes élőhelye mérsékelt égövi tűlevelű- és lombos erdők, valamint tengeri tölcsértorkolatok, édesvizű tavak, folyók és patakok környéke. Vonuló faj.

### Kárpát-medencei előfordulása
Érdekesség, hogy Magyarországon is megfigyelték már, első hazai észlelései 2005. decembere és 2006. januárja folyamán történtek Bősárkány határában. A Magyar Madártani és Természetvédelmi Egyesület Nomenclator Bizottsága szerint ugyanakkor kétséges, hogy a megfigyelt egyed valóban természetes populációból származott-e.

## Megjelenése
Testhossza 52–62 centiméter. a szárnyfesztávolsága 70–86 centiméter, a hím testtömege 1125–1400 gramm, a tojóé kisebb, 870–1100 gramm.
|  |  |